# Harley Davidson (musikalbum)
Harley Davidson är musikern/kompositören Eddie Meduzas 9:e studioalbum. På detta album samarbetar Meduza med Mariann Grammofon AB igen, efter att ha samarbetat med CBS några år på grund av ett bråk mellan Bert Karlsson (tidigare skivbolagsdirektör för Mariann) och Meduza.
Detta är det första av två album där Meduza inte gör några instrumentala insatser, "endast" vokala. Alla låtar är skrivna av Eddie Meduza där inget annat anges.

## Låtlista
1. Rollin' Down
2. Sweet Marie
3. Bara lite solsken (Text och musik: Eddie Meduza och Patrik Tibell)
4. Party Party
5. I'll be saved
6. Bara man e' fantastisk (Musik: Jimmy Dean, svensk text: Eddie Meduza)
7. Never Leave
8. Harley Davidson (Släpptes under namnet "What a machine" på samlingsalbumet "Eddie Meduza" tidigare samma år)
9. Another Country Song
10. Johnny Rock
11. Evert
12. I'm Not Gonna Fight
13. 'Til The End Of Time
14. That Girl Is Mine

## Medverkande musiker
- Eddie Meduza - Sång, kör.
- Robert Jakobsson - Gitarr.
- Johannes Nordgren - Gitarr, keyboards.
- Tryggve Johansson - Gitarr.
- Peter Samuelsson - Bas.
- Erik Metall - Bas.
- Andréas Eriksson - Bas.
- Mattias Eriksson - Trummor.
- Jonas Eriksson - Keyboards.
- Patrik Tibell - Producent, kör, programmering, tekniker.
- Henrik Rubensson - Kör.

Arrangemang: Eddie Meduza och Patrik Tibell.